# Voroneţblauw

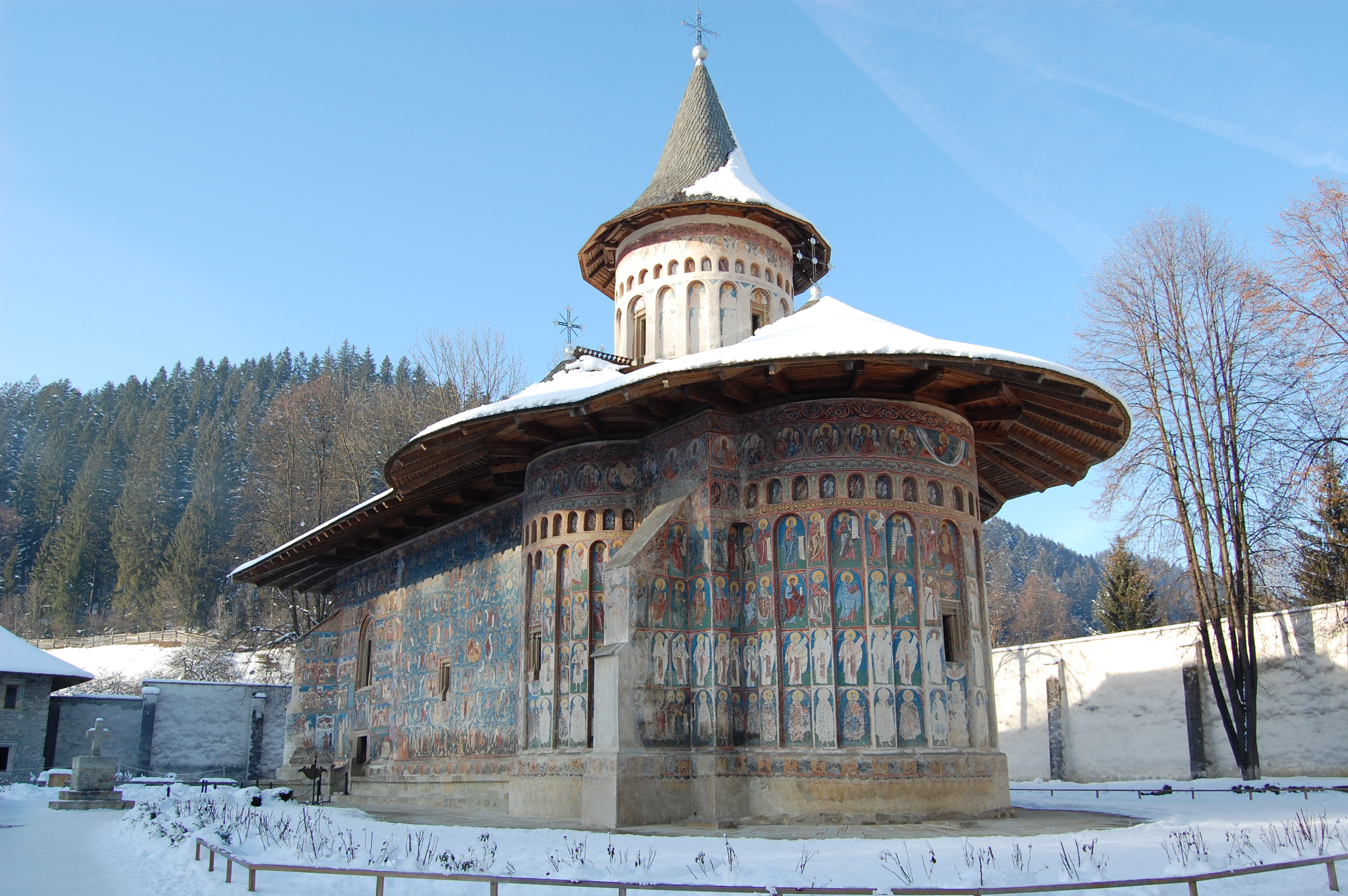
De beschilderde muren van het Voronetklooster met daarop het bekende blauw.

Voroneţblauw is een blauwe kleur die voorkomt in de beschilderde muren van verschillende Roemeense kloosters. De kleur werd vernoemd naar het Voroneţklooster. De kleur is een lichte schakering van azuurblauw. De manier waarop de kleur gemengd wordt, is in de loop van de tijd verloren gegaan. In 2018 hebben laboratoriumtesten uitgewezen dat de kleur bestaat uit een mengsel van azuriet en een tot nu toe onbekende organische component.